# Maurice Poli
Pour les articles homonymes, voir Poli.
Maurice Poli est un acteur français né le 2 décembre 1933 à Zarzis en Tunisie et mort le 26 avril 2020 à Rome en Italie.

## Biographie
Il tourne dans plusieurs séries comme Belle et Sébastien (1964), Frédéric le gardian (1965) où il tient le rôle principal, ce qui lui vaut une grande popularité (on lui prête même une liaison avec sa partenaire Geneviève Grad). Mais c'est en Italie qu'il accomplit la majeure partie de sa carrière, souvent sous le nom de Monty Greenwood, dans des films de série B : westerns spaghettis, films policiers, d'aventures ou érotiques.

## Filmographie

### Cinéma
- 1961 : La Quille
- 1961 : Le Mauvais Chemin (La viaccia)
- 1962 : Conquérants héroïques (La leggenda di Enea) : Mezensio, homme de main de Turno
- 1962 : Le Jour le plus long (The Longest Day) : Jean
- 1963 : Sandokan, le tigre de Bornéo (Sandokan, la tigre di Mompracem) : Girobatol
- 1965 : Sept Hommes en or (Sette uomini d'oro) de Marco Vicario : Alfred (le français)
- 1965 : La Cage de verre de Philippe Arthuys et Jean-Louis Levi-Alvarès : Antoine
- 1967 : Tom Dollar
- 1967 : La CIA mène la danse (Il grande colpo dei sette uomini d'oro) : Alfred
- 1967 : Poker d'as pour Django (Le due facce del dollaro) : Django
- 1969 : Quella dannata pattuglia : Corporal Marwell
- 1969 : L'Enfer des Philippines (Un posto all'inferno) : Mario
- 1969 : La Loi des gangsters (La legge dei gangsters) : Rino
- 1969 : Les Sept Bâtards (Quella dannata pattuglia) de Roberto Bianchi Montero : caporal Marwell
- 1970 : L'Île de l'épouvante (Cinque bambole per la luna d'agosto) : Nick Chaney
- 1970 : Shango, la pistola infallibile : Martinez
- 1971 : Le treizième est toujours Judas (Il tredicesimo è sempre Giuda) de Giuseppe Vari : Slim
- 1972 : Baron vampire (Gli orrori del castello di Norimberga) : le géomètre
- 1972 : Alléluia défie l'Ouest (Il west ti va stretto, amico... è arrivato Alleluja)
- 1972 : Canterbury interdit (Le mille e una notte all'italiana)
- 1972 : On m'appelle Providence (La vita, a volte, è molto dura, vero Provvidenza?) : Shérif Keensburg
- 1973 : La Padrina
- 1973 : Lo chiamavano Tresette... giocava sempre col morto de Giuliano Carnimeo : Phil Jordan (non crédité)[2]
- 1973 : Croc-Blanc de Lucio Fulci (Zanna Bianca) : Mountie
- 1974 : Les Chiens enragés de Mario Bava : Dottore
- 1975 : Il lupo dei mari
- 1977 : Brigade antiracket (Ritornano quelli della calibro 38) : Tennis Coach
- 1977 : Mimì Bluette... fiore del mio giardino
- 1978 : Et mourir de plaisir (Papaya dei Caraibi) : Vincent
- 1979 : Amanti miei
- 1981 : La Cameriera seduce i villeggianti
- 1984 : Ces adorables victoriennes 2 (Malombra) : Oswald Raininger
- 1984 : Les Orgies de Caligula (Roma. L'antica chiave dei sensi) : Ptolomeus
- 1984 : Maladonna
- 1985 : Il Peccato di Lola
- 1985 : The Assisi Underground : Vito
- 1985 : Mai con le donne
- 1986 : Mercenari dell'apocalisse
- 1986 : Penombra
- 1987 : Black Cobra (Cobra nero) : Chef Max Walker
- 1987 : Urban Warriors
- 1988 : La Vendetta : Milo
- 1988 : Soupçons de mort (Quando Alice ruppe lo specchio) : TV Newscaster #1
- 1988 : Fuoco incrociato : Général Romero
- 1989 : Miami Cops
- 1989 : Massacre : Frank
- 1989 : Obsession - una storia di straordinaria follia
- 1989 : Non aver paura della zia Marta : Caretaker
- 1989 : Casa di piacere : Antiquaire
- 1989 : La Storia di Lady Chatterley
- 1990 : Détective Malone : Chef Max Walker
- 1990 : Hansel e Gretel
- 1990 : Un gatto nel cervello : Nightmare Victum
- 1990 : La Mia preda
- 1991 : Ritorno dalla morte : Hoffner
- 1993 : Le Occasioni di una signora per bene
- 1996 : Delitti a Luce Rossa : Carlo

### Télévision
- 1968 : Provinces (émission La chevelure d'Atalante), réalisation de Robert Mazoyer
- 1988 : Scheggia di vento : Corti